# چندوجهی کپلر–پوآنسو
در هندسه، چندوجهی کپلر-پوآنسو هر کدام از چهار چندوجهی ستاره ای منتظم است. آنها ممکن است از طریق ادامه دادن هر ضلع دوازده وجهی منظم و بیست وجهی منتظم در سه بعد بدست آیند، و از لحاظ داشتن وجه‌های پنتاگراممی منظم یا شکل‌های راس با اینها متفاوت هستند. همه آنها را می‌توان به گونه ای دیگر به عنوان آنالوگ‌های سه بعدی پنتاگرام مشاهده کرد. این اجسام عباراتند از:
|                                  |                          |                                  |                        |
| دوازده‌وجهی ستاره‌ای کوچک {۵، ۵/۲} | دوازده‌وجهی بزرگ {۵/۲، ۵} | دوازده‌وجهی ستاره‌ای بزرگ {۳، ۵/۲} | بیست‌وجهی بزرگ {۵/۲، ۳} |

## فهرست
| نام                                 | تصویر | کاشی کاری کروی | نمودار ستاره ای | نماد شلفی و نمودار کاکستر | وجه ها {p} | ضلع‌ها | راس ها {q} | Vertex figure (config.) | Petrie polygon | مشخصه اولر | Density | تقارن | مزدوج                   |
| ----------------------------------- | ----- | -------------- | --------------- | ------------------------- | ---------- | ----- | ---------- | ----------------------- | -------------- | ---------- | ------- | ----- | ----------------------- |
| دوازده‌وجهی بزرگ (gD)                |       |                |                 | {۵, ۵/۲} ·                | ۱۲ {۵}     | ۳۰    | ۱۲ {۵/۲}   | (55)/2                  | {۶}            | −6         | 3       | Ih    | دوازده‌وجهی ستاره‌ای کوچک |
| دوازده‌وجهی ستاره‌ای کوچک (sD)        |       |                |                 | {۵/۲, ۵} ·                | ۱۲ {۵/۲}   | ۳۰    | ۱۲ {۵}     | (5/2)5                  | {۶}            | −6         | 3       | Ih    | دوازده‌وجهی بزرگ         |
| بیست‌وجهی بزرگ (gI)                  |       |                |                 | {۳, ۵/۲} ·                | ۲۰ {۳}     | ۳۰    | ۱۲ {۵/۲}   | (35)/2                  | {۱۰/۳}         | 2          | 7       | Ih    | دوازده‌وجهی ستاره‌ای بزرگ |
| دوازده‌وجهی ستاره‌ای بزرگ (sgD = gsD) |       |                |                 | {۵/۲, ۳} ·                | ۱۲ {۵/۲}   | ۳۰    | ۲۰ {۳}     | (5/2)3                  | {۱۰/۳}         | 2          | 7       | Ih    | بیست‌وجهی بزرگ           |